# Dryopteris remota
Dryopteris remota är en träjonväxtart som först beskrevs av Döll, och fick sitt nu gällande namn av Druce. Dryopteris remota ingår i släktet Dryopteris och familjen Dryopteridaceae. Inga underarter finns listade.

## Bildgalleri

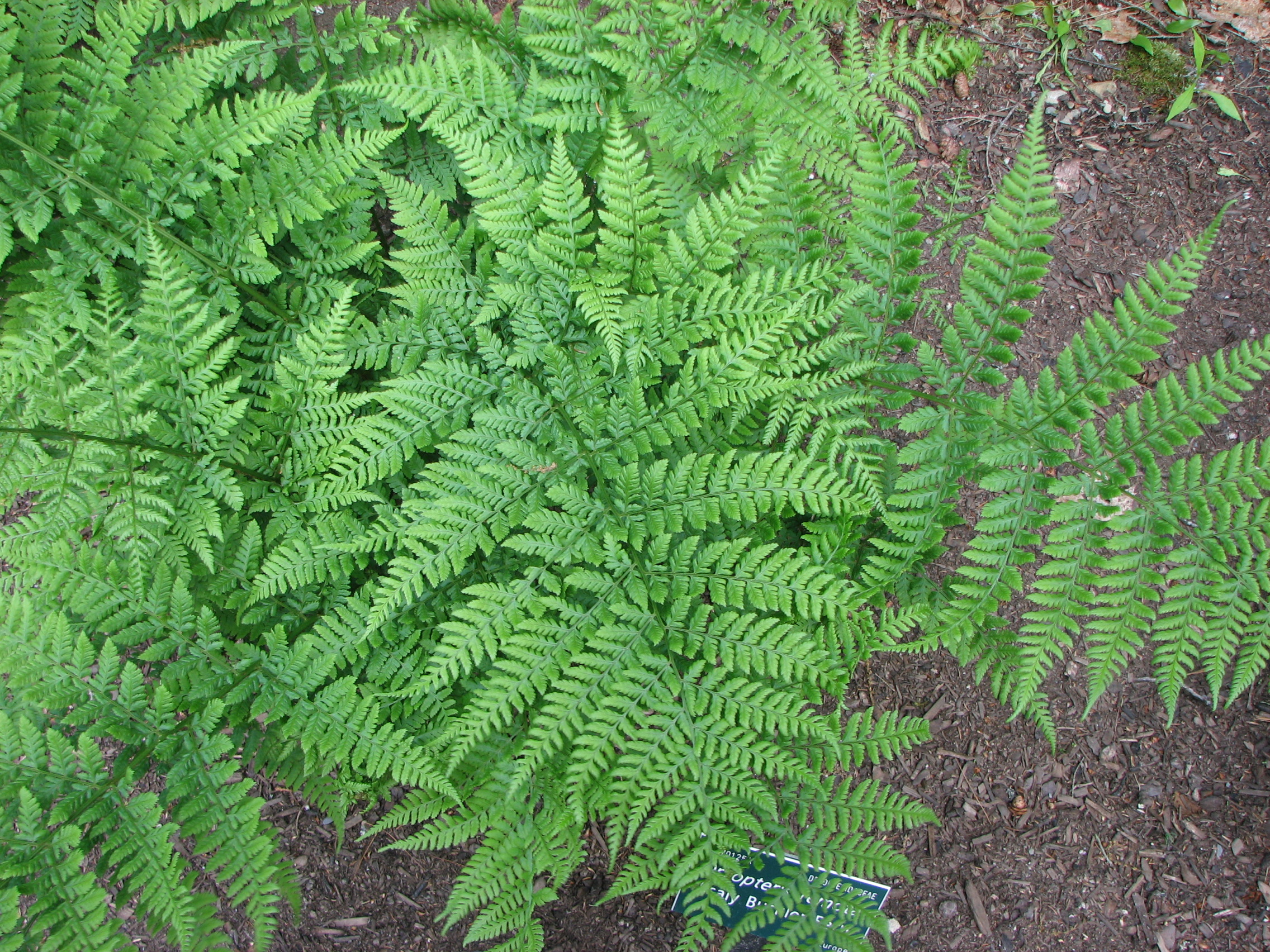